# Prévonloup
Prévonloup är en ort och kommun  i distriktet Broye-Vully i kantonen Vaud, Schweiz. Kommunen har 226 invånare (2023).